# Sungai Baung (Batang Asai)
Sungai Baung is een bestuurslaag in het regentschap Sarolangun van de provincie Jambi, Indonesië. Sungai Baung telt 691 inwoners (volkstelling 2010).